# Gloria E. Anzaldúa
Gloria Evangelina Anzaldúa (Harlingen, 26 de setembro de 1942 – Santa Cruz, 15 de maio de 2004) foi uma intelectual norte-americana, estudiosa da teoria cultural chicana, teoria feminista e teoria queer. Entre seus principais trabalhos, figuram o livro autobiográfico Borderlands/La Frontera: The New Mestiza, uma obra que mistura prosa e poesia, na qual conta sua trajetória como acadêmica e mulher chicana. María Lugones, autora feminista argentina, escreveu um ensaio sobre o livro "Borderlands/La Frontera", publicado na Edição Especial: Filosofia Lésbica da Revista Científica Hypatia.

## Formação acadêmica
Em 1969, Anzaldúa se licenciou em Artes e Literatura Inglesa pela Universidade Pan American. Recebeu o título de mestre em Educação Artística e Literatura pela Universidade de Austin em 1972. Nos anos 1976-1977, tentou iniciar pesquisa de doutorado em estudos feministas e literatura chicana na Universidade do Texas, mas divergências de opinião sobre o tema a impediram de continuar os estudos na instituição. Retomou, em 2003, sua pesquisa na Universidade da Califórnia, que não foi concluída devido a problemas de saúde. Contudo, recebeu da universidade o título de doutora em Literatura, postumamente.

## Morte
Gloria morreu em 15 de maio de 2004, em sua casa em Santa Cruz, Califórnia, por complicações de diabetes.

## Obra
Seus trabalhos transitam entre o inglês e o espanhol ao mesmo tempo, com o objetivo de convergir em uma única língua. Em Borderlands, ela se identificou com múltiplas identidades. Sua autobiografia La prieta foi publicada em inglês na obra This Bridge Called My Back. Anzaldúa interseccionou culturas — sincretismo religioso —, idiomas — inglês e espanhol —, prosa e poesia, assim como sexualidade e gênero.

#### Obras principais
- This Bridge Called My Back: Writings by Radical Women of Color (1981), com Cherríe Moraga.
- Borderlands/La frontera: The New Mestiza (1987)
- Making Face, Making Soul/Haciendo caras: Creative and Critical Perspectives by Feminists of Color (1990)
- Interviews/Entrevistas (2000)

- This Bridge We Call Home: Radical Visions for Transformation (2002)

Livros infantis:
- Prietita Has a Friend (1991)
- Friends from the Other Side (1995)
- Prietita y La Llorona (1996)